# Chiesa della Santissima Trinità degli Spagnoli
La chiesa della Santissima Trinità degli Spagnoli è una delle chiese storiche di Napoli; si erge nell'omonima piazza.

## Storia
La struttura venne fondata nel 1573 da alcuni cittadini e successivamente, dapprima venne ceduta agli spagnoli residenti nel quartiere, ed in seguito passò alla Comunità della Santissima Trinità della Redenzione dei Cattivi.
L'ordine, istituito da papa Innocenzo III, aveva tra i suoi obiettivi quello di adoperarsi affinché i molti prigionieri occidentali, caduti nelle mani dei pirati, venissero liberati.
La chiesa, grazie ai padri trinitari che raccolsero i fondi, subì i primi rifacimenti ed ammodernamenti; questi furono completati nel 1788 e anche l'interno assunse un aspetto più gradevole grazie al restauro e all'ampliamento della decorazione.
Alla metà del XVII secolo risale invece il portico antistante la facciata.
Nel 1794, Ferdinando I promosse un intervento vistoso.
Nel decennio francese, con la soppressione dell'ordine e la trasformazione del convento in abitazioni private, la chiesa venne privata dei suoi arredi e di quasi tutte le sue opere d'arte (una documentata Apparizione della Madonna del Pilar a San Giacomo di Paolo De Matteis venne acquistata da un privato per poi essere donata al Museo Nazionale di Napoli e da parecchi decenni il Museo di Capodimonte l'ha data in sottoconsegna a un museo di Gaeta, mentre la Vergine che rivela a San Pio V la vittoria della flotta cristiana nella battaglia di Lepanto affrescata da Tommaso Martini all'ingresso del chiostro è scomparsa ). Il depauperamento subito in quegli anni venne rimediato da un lungo restauro concluso nel 1859.
I numerosi dipinti sparsi per la chiesa sono tutti ottocenteschi e novecenteschi (tre di essi, il San Felice di Valois, il San Giovanni de Matha e il San Giovanni Battista della Concezione recano la firma di Raimondo Bruno e la data 1853), ad eccezione di una superstite tela seicentesca ritraente la Vergine del Rimedio con la Santissima Trinità (collocata sull'altare sinistro del transetto).

## Galleria d'immagini

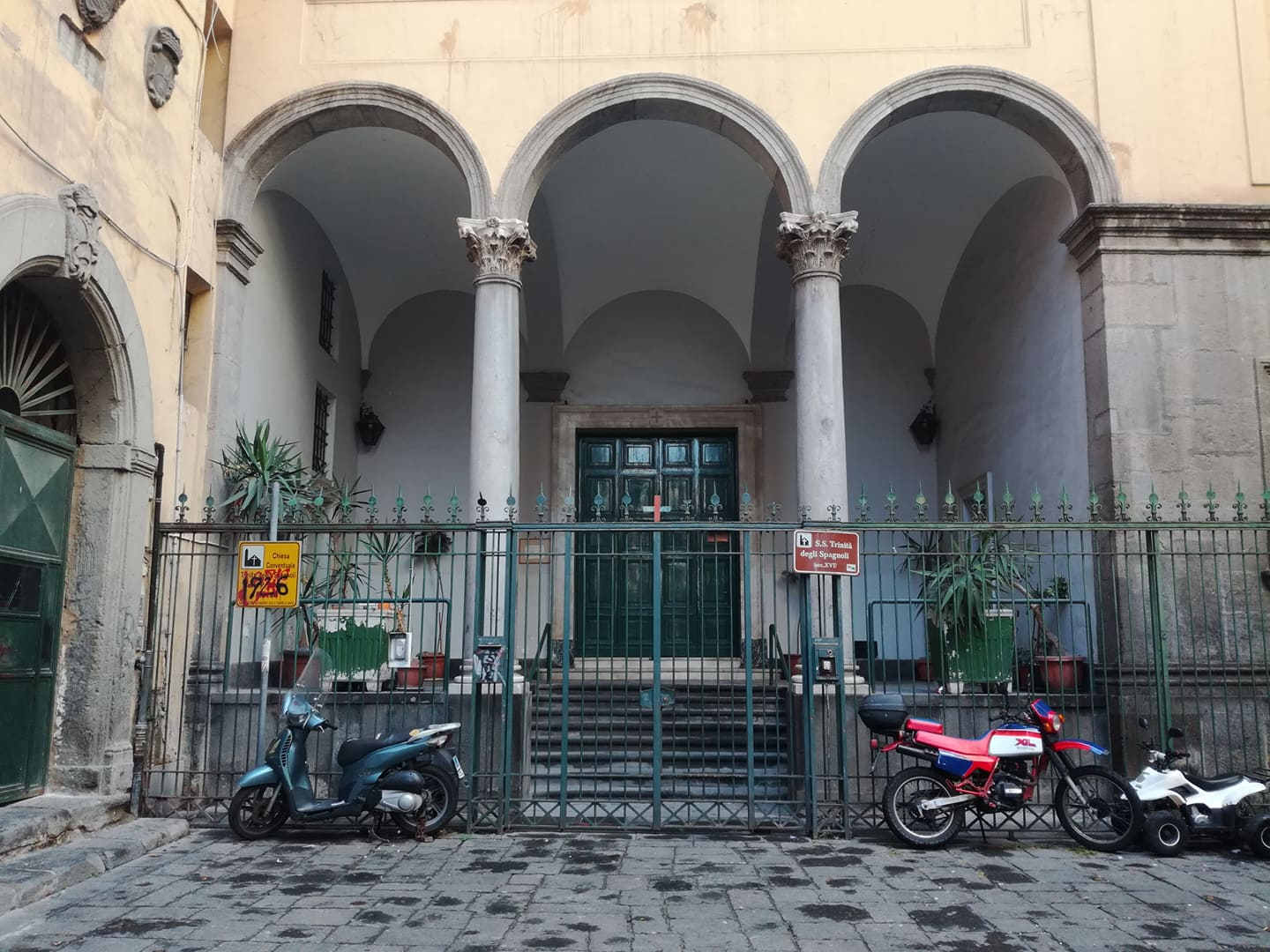
Il portico seicentesco
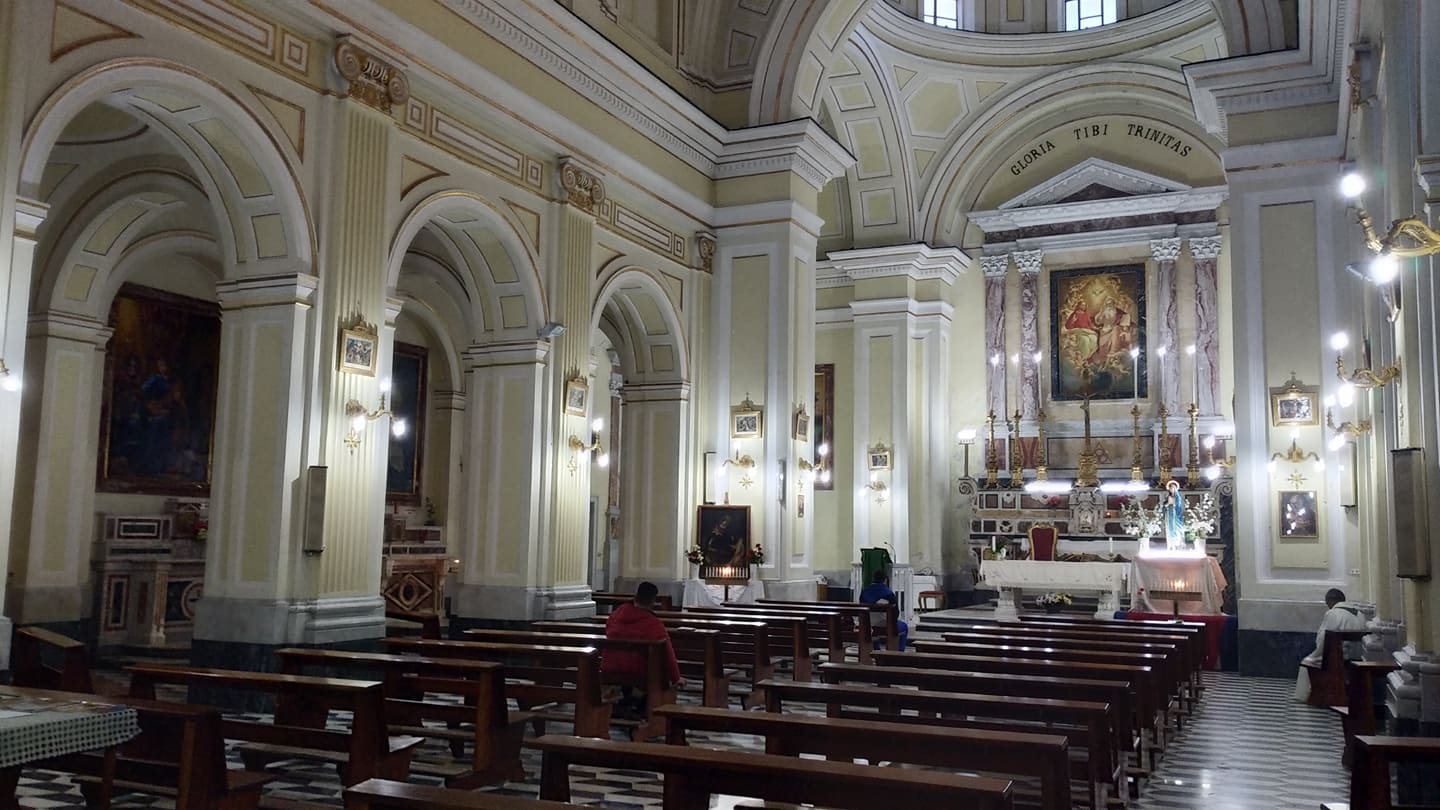
L'interno
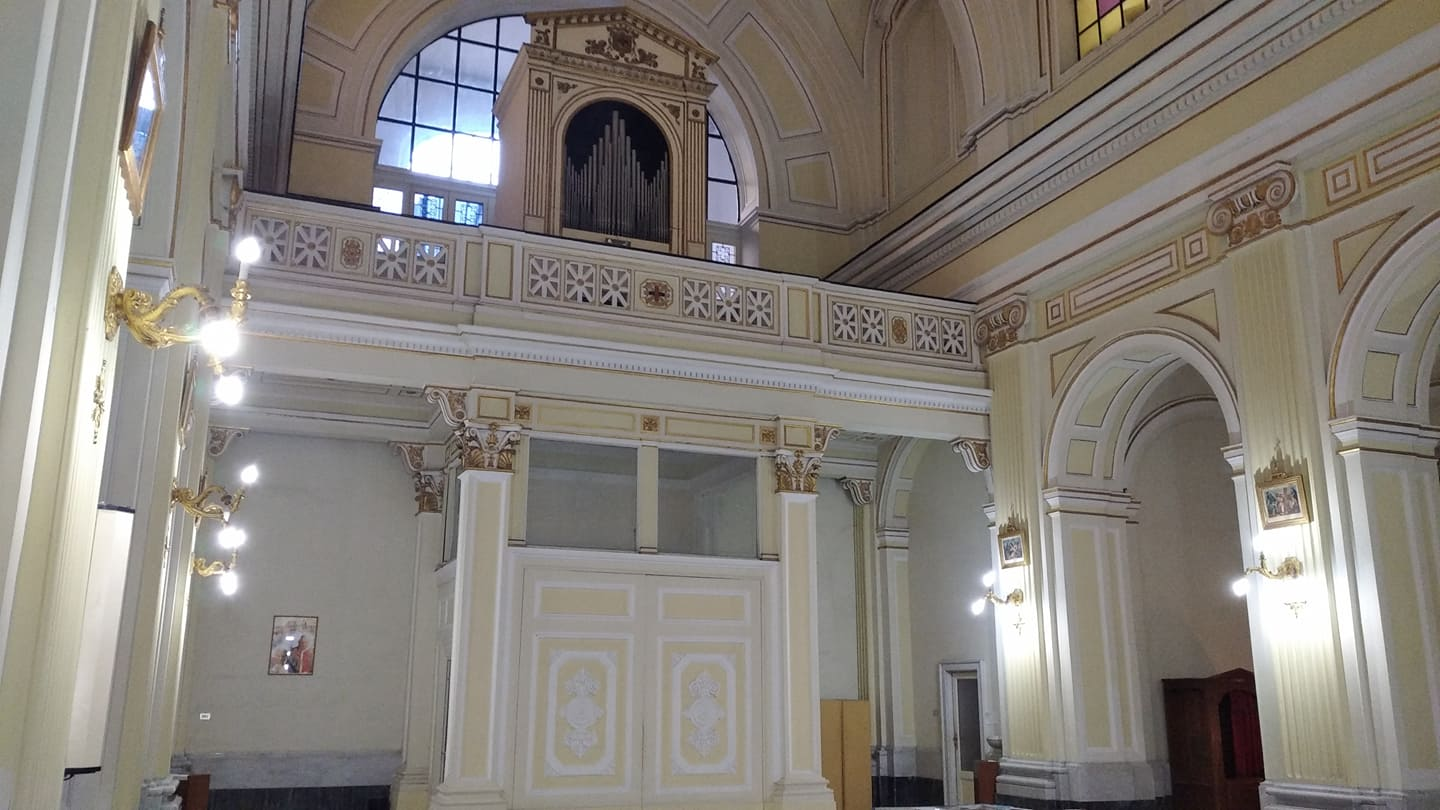
Controfacciata